# Marciana Marina
Marciana Marina és un comune (municipi) de la província de Liorna, a la regió italiana de la Toscana, situat a l'illa d'Elba. A 1 de gener de 2019 la seva població era de 1.958 habitants.
Marciana Marina limita amb el municipi de Marciana.